# Plastyk
Plastyk – osoba zajmująca się twórczością w zakresie sztuk plastycznych. Plastyka, jako pojęcie, obejmowała zwykle węższy zakres działań, tzn. te, które nie mają wyraźnego charakteru użytkowego, jak malarstwo, rzeźba, grafika.
Rozróżniamy pojęcie plastyka profesjonalisty, czyli zwykle plastyka dyplomowanego lub twórcy, który zdobył uprawnienia w inny sposób (np. został przyjęty do ZPAP na podstawie dorobku twórczego i decyzji komisji kwalifikacyjnej) oraz plastyka amatora – osoby zajmującej się plastyką niezawodowo.
W II poł. XX w. w Polsce rozpowszechnił się zawód plastyka zakładowego. Jego zadanie polegało głównie na oprawie plastycznej imprez organizowanych przez przedsiębiorstwa w okresie tzw. propagandy sukcesu (tzn. dekoracji sal, przygotowaniu haseł i transparentów), a także stałej opiece nad gazetkami ściennymi.